# ساماير أرمسترونج
ساماير أرمسترونج (بالإنجليزية: Samaire Armstrong)‏ مواليد 31 أكتوبر 1980 في طوكيو، اليابان، هي ممثلة أمريكية بدأت مسيرتها الفنية عام 2000.

## روابط خارجية
- ساماير أرمسترونج على موقع IMDb (الإنجليزية)
- ساماير أرمسترونج على موقع ميتاكريتيك (الإنجليزية)
- ساماير أرمسترونج على موقع روتن توميتوز (الإنجليزية)
- ساماير أرمسترونج على موقع قاعدة بيانات الأفلام العربية
- ساماير أرمسترونج على موقع ألو سيني (الفرنسية)
- ساماير أرمسترونج على موقع تيرنر كلاسيك موفيز (الإنجليزية)
- ساماير أرمسترونج على موقع أول موفي (الإنجليزية)
- ساماير أرمسترونج على موقع قاعدة بيانات الأفلام السويدية (السويدية)
- ساماير أرمسترونج على موقع إن إن دي بي (الإنجليزية)
- ساماير أرمسترونج على موقع قاعدة بيانات الفيلم (الإنجليزية)